# 鄭逑
鄭逑（諺文:정구，1543年7月9日—1620年1月5日），字道可、又字可父，號寒岡，又号檜淵野人，慶尙北道出身人物。朝鮮王朝的性理學者及禮學者，哲學者，歷史家，醫學者，詩人。他的朝鮮王朝中期的性理學和禮學的大家，朝鮮忠北清州人，南人黨的思想的地主。朝鮮巨儒退溪李滉，南冥曹植兩人的門人。他是南人和北人黨的學文的師祖兼理論家，南人黨的黨首許穆的老師。諡號文穆。

## 生平
鄭逑的小年記及吳健的門人以后曹植門下和李滉的門下性理學的修學。萬曆元年（1573年）他的學文的名成為薦擧禮賓寺參奉，1578年司圃署主簿，三嘉·義興·知禮縣監等的被任。萬曆八年（1580年）到任昌寧縣監，被是善政感動民爲被設置他的生祠堂。1581年成為持平，校正郞，通川郡守·右承旨·江原道觀察使，成川府使，忠州牧使·工曺參判等歷。
萬曆三十六年（1608年）任大司憲，臨海君獄事后辭退落鄕，他是書堂百梅園和建立，教儒生。

## 著作
- 《寒岡文集》
- 《太極問辨》
- 《家禮輯覽補註》
- 《五先生禮說分類》:司馬光·張載·程顥·程頤·朱子的學說鐘合書
- 《羹墻錄》
- 《心經發揮》
- 《深衣製造法》
- 《禮記喪禮分類》
- 《五福沿革圖》
- 《退溪喪祭禮問答》
- 《改定朱子書節要總目》
- 《聖賢風》
- 《聖賢風範》
- 《洙泗言仁錄》
- 《濂洛羹墻錄》
- 《冠儀》
- 《婚儀》
- 《葬儀》
- 《稧儀》
- 《朱子詩分類》
- 《古今會粹》
- 史書
  - 《歷代紀年》
  - 《古今忠謨》
  - 《治亂提要》
  - 《臥龍誌》
  - 《昌山誌》
  - 《同福志》
  - 《關東志》
  - 《永嘉志》
  - 《平壤志》
  - 《咸州志》
- 醫書
  - 《醫眼集方》
  - 《廣嗣續集》